# Новосёлов, Ефим Степанович
Ефи́м Степа́нович Новосёлов (20 января (2 февраля) 1906 — 22 июля 1990) — советский государственный и партийный деятель. Член Центральной ревизионной комиссии КПСС (1966—1976). Кандидат в члены ЦК КПСС (1976—1981). Депутат Верховного Совета СССР 7—10-го созывов.

## Биография
Родился на станции Краматорск Славянского уезда Харьковской губернии (ныне Донецкая область Украины) в семье рабочего-железнодорожника.
С 1922 года работал слесарем и мастером на Краматорском машиностроительном заводе. В 1925 году вступил в ряды КПСС. В 1926 году и 1927 году работал на комсомольской работе в заводском и окружном комитетах ВЛКСМ.
По окончании в 1933 году Харьковского механико-машиностроительного института находился на инженерно-технических должностях, работая конструктором и начальником конструкторского бюро Краматорского машиностроительного завода.
В период с 1938 года по 1939 год работал главным инженером и начальником Главного управления Наркомата тяжёлого машиностроения. В период с 1939 года по 1942 год работал главным инженером, заместителем директора, директором Центрального научно-исследовательского института (ЦНИИ) тяжёлого машиностроения, а с 1942 года — директором эвакуированного в г. Электросталь Новокраматорского машиностроительного завода. В период с 1949 года по 1953 год находился на должности заместителя министра строительного и дорожного машиностроения. В 1953 году и 1954 году был начальником Главка тяжёлого машиностроения Министерства транспортного и тяжелого машиностроения СССР.
С 1954 года по 1957 являлся Министром строительного и дорожного машиностроения СССР. В период с 1957 года по 1960 год работал начальником отдела тяжёлого машиностроения Госплана СССР — министр СССР. В период с 1960 года по 1963 год являлся заместителем председателя Госэкономсовета — министр СССР. В период с февраля по апрель 1963 года являлся начальником отдела народнохозяйственного плана по машиностроению Госплана СССР.
В период с 1963 года по 1965 год являлся председателем Государственного комитета строительного, дорожного и коммунального машиностроения при Госстрое СССР — министр СССР. Со 2 октября 1965 года по 19 декабря 1980 года находился на должности Министра строительного, дорожного и коммунального машиностроения СССР.
С 1980 года находился на персональной пенсии.
Умер 22 июля 1990 года. Похоронен в Москве на Ваганьковском кладбище.

## Награды и звания
- пять орденов Ленина (31.03.1945; 06.02.1956; 01.02.1966; 25.08.1971; 30.01.1976)
- два ордена Трудового Красного Знамени (15.04.1939; 31.01.1986)
- орден Красной Звезды (11.07.1945)
- орден «Знак Почёта» (03.06.1942)
- медали